# Вулиця Валерія Сарани
Вулиця Валерія Сарани в Чернігові. Названа на честь Сарани Валерія Юрійовича (1947—2018), борця за незалежність України у XX сторіччі, українського громадського діяча, першого голови Чернігівської краєвої організації Народного Руху України (1990—1992), члена оргкомітету Установчого з'їзду Народного Руху України (1989).
Вулиця розташована в Деснянському районі міста, біля річки Стрижень, біля Красного мосту, недалеко від місця, де пройшли дитинство і юність Сарани.
Сучасну назву вулиця носить від 21 лютого 2023. Попередня назва — провулок Лєрмонтова.